# Атанасије Николић
Атанасије Николић (Бачки Брестовац, 18. јануар 1803 — Београд, 28. јул 1882) био је српски просветни и књижевни радник, професор и први ректор Лицеума Књажества сербског у Крагујевцу, који је касније пресељен у Београд, а од ког је настао Београдски универзитет.
Николић је један од најсвестранијих људи у Србији у 19. веку. Био је геометар, аутор уџбеника, инжењер, просветитељ и утемељивач школске славе Свети Сава, урбаниста, управник позоришта и глумац, специјални изасланик и начелник министарства, артиљерац и ливац топова.

## Биографија
Био је сарадник и поверљива личност кнеза Михаила Обреновића и Илије Гарашанина. Био је у полицијским и другим службама. Заслужан је за урбанистичко уређивање Београда. Писао је драме, пољопривредне поуке, уџбенике, књижевне приказе и друго. Скупљао је народне приповетке.
Као први ректор Лицеја у Крагујевцу почео је са радом 3. октобра 1839. и предавао је математику на Лицеју до краја октобра 1842. године када је дошло до смене династија на српском престолу.
Има велике заслуге и за почетке математике у Србији. Атанасије Николић је написао прве уџбенике из математике за Лицеј и то:
- Алгебра — устројена за употребљењие слишатеља философије у Лицеуму Књажевства Сербије, 149 страна, појавила се 26. септембра 1839.
- Елементарна геометрија — устројена за употребљеније слишатеља философије у Лицеуму Књажевства Сербије, изашла 1841. године.

И у Алгебри и у Елементарној геометрији разне симболе је мењао и замењивао словима ћирилице, а многе латинске изразе је заменио српским.
На његов предлог Савиндан је од 1840. године у Србији установљен као школска слава. У то време српске школе нису имале своју школску славу, па је Атанасије Николић предложио наставничким саветима Лицеја и гимназијама, као и Министарству просвете. Тај предлог је усвојен и 2. јануара 1840. године окрузима је послато обавештење да ће се убудуће у свим српским школама свечано обележавати школска слава Свети Сава. Исте године су већ уприличене прве прославе. Познат је и по томе што је увео школско звонце, које је од тада објављивало почетак и крај часа.
Редовни члан Друштва српске словесности постао је 27. маја 1842. године, а секретар Друштва био је 1842/1843. године.
Заслужан је за оснивање првог позоришта у Београду — Театра на Ђумруку 1841. године у Београду.

### Породица, школовање
Рођен је у Бачкој, у селу Брестовцу од оца Николе и мајке Марије, рођене Деспотовић. Отац је ту поред обрадиве земље имао вероватно као арендатор — дућан и касапницу. Породица се 1808. године преселила из Бачког Брестовца у Сомбор, где је Атанасије завршио основну школу. Пет разреда гимназије похађао је од 1813. године у Сремским Карловцима, као стипендиста завода митрополита Стефана Стратимировића. Шести разред је прекинуо због болести и завршио је 1819. у Новом Саду. У Ђуру (такође Ђер) је студирао филозофију, захваљујући помоћи ујака, житарског трговца, и дајући приватне часове. Пошто није желео да постане адвокат, жеља му је била да студира математику, геодезију и земљомерство, који су се учили у Пешти, а како није имао довољно средстава за то, отишао је у Беч, где је 1821. године уписао артиљеријску школу, у којој су се обучавали картографи и други технички кадрови за потребе аустријске државе и војске. Мада се показао као добар студент, видевши да у артиљерији не може напредовати, напустио је артиљерију, узео двогодишње одсуство и 1824. године прешао да живи у Новом Саду, где је отворио приватну школу цртања, прву уметничку школу у Срба уопште.

### Геодета
Међутим римокатоличка општина је протестовала што један православац учи католичку децу, па му је одузето право да буде јавни учитељ. Када је добио отпуст из артиљеријске школе, оженио се Маријом Коларевић, модисткињом. Наставио је да приватно студира инжењерске науке. У Пешти је завршио технику као инжињер земљомерник (геодета), са којом је 1829. године добио инжењерску диплому. У Банату и Бачкој је као геометар зарађивао премеравањем земље. Годину дана касније, 1830. жена Марија му је умрла, а наредне године се оженио Катицом Симоновић и наставио да ради као хонорарни геодета. Радио је на прокопавању два канала и изградњи једнога насипа. Иако је био много хваљен за свој рад, није могао да добије државну службу, јер није знао мађарски језик, па је 1837. године прихватио место управника имања грофа Петра Чарнојевића (унука патријарха Арсенија Чарнојевић), где је радио годину дана, а затим је 1838. године прешао да ради код Графа Шенборна у Горњој Угарској, где је у року од годину дана одрадио премер и картирање његовог поседа.

## Ректор Лицеја у Србији
Преокрет је наступио када су га 1838. године позвали да буде први професор математике и цртања у новооснованом Лицеју у Крагујевцу. У Београд је стигао 1839. године и ту је остао док није написао уџбеник математике за Лицеј. Када је отишао у Крагујевац, именован је за ректора Лицеја. Са Јованом Стеријом Поповићем је осмислио оснивање Друштва српске словесности 1842. Када је Лицеј премештен у Београд, преселио се и Атанасије.

## Помагање Српске Војводине
Постављен је крајем 1842. године за начелника Полицијско-економскога оделења министарства унутрашњих послова. Писао је законе, упутства и уредбе. Написао је Полицијски закон и Полицијски поступак. Заједно са Томом Вучићем суделовао је 1844. године у гушењу буне код Шапца, а по Гарашаниновим инструкцијама ублажавао је Вучића. За време Мађарске револуције на Мајској скупштини 1848. године проглашена је Српска Војводина и дошло је до рата са Мађарима. Добровољци из Србије су дошли да помогну угроженој браћи, а велике силе су тражиле да се обустави слање добровољаца. Атанасије Николић је у Сремским Карловцима предао писмени захтев да се добровољци врате, а усмено је добровољцима рекао да остану. Атанасије је обављао тајне дипломатске мисије и састајао се са вођама Српске Војводине. Био је члан комисије за одбрану и организацију српске народне војске. Организовао је набавку оружја, а посебно пушака и топова. Организовао је 1848. године градњу првога топа у Београду.

## Пољопривреда
Држао је предавања о пољопривреди од 1840. Циљ му је био да побољша српску пољопривреду, која је била на веома ниском нивоу. Под именом чича Срећко Атанасије Николић је био познат у свим српским крајевима. Уређивао је Чича Срећков пољопривредни лист, новине за село од 1847. до 1848. године. Оне су излазиле редовно, сваког уторка и годишња претплата је била 2 талира. Новине су биле широко познате и ишчекиване. Лист је објављивао јавне похвале најуспешнијих земљорадника, давао савете о гајењу одређених култура или стоке, припреми и обради земљишта. Лист је имао око 400 претплатника, али само је половина платила, тако да је даље излажење обустављено.
Бесплатно је народу делио саднице дудова. Тек је 1852. постао начелник Економскога оделења па се бавио питањем пољопривреде. Успео је да увери друге да је модернизација пољопривреде важна да би се Србија решила сиромаштва. Основао је 1853. године Пољопривредну (земљоделску) школу у Топчидеру, која је постојала до 1859. године, и ту је 220 полазника завршило школу. Ту је створио огледно имање, а засадио је и Топчидерски парк. У Топчидеру је, поред дудова, засадио воћке донесене из Беча и Пеште. Пре оснивања Пољопривредне (земљоделске) школе у Топчидеру провео је неко време у пољопривредним школама у Немачкој и Швајцарској. Школа на Топчидеру радила је по његовим плановима, а уписивао је из свакога среза једнога ђака који је завршио основну школу. За потребе Пољопривредне школе написао је 1853. и прву свеску Ратарство, а касније Виноделство (1854), Скотоводство и Воћарство и шумарство.

## Техничка активност
Испланирао је изградњу неколико брана и насипа на рекама. По доласку у Кнежевину Србију, увидео је да су земљи преко потребни путеви за добар саобраћај и пошту. Дао је више доприноса комуналног карактера у Београду и у унутрашњости Србије. Поред парцелације Врачара, пројектовао је пут Београд — Топчидер, и трасу железнице Алексинац — Београд, три деценије пре него што се железница појавила у Србији. Предложио је нову трасу Цариградскога друма, јер је траса старог била превише брдовита и пролазила је кроз Смедеревски округ, где није било доброг материјала за градњу путева. Уз помоћ начелника и народа, први пут посут шљунком направио је од Пожаревца до Свилајнца (1845), а онда и до Ћуприје и Параћина. Заслужан је за ливење првога топа у Србији, као и за радионице за муницију у Београду. На Топчидеру је основао и прву текстилну фабрику, која је производила ћебад и чоју за војску, која је довршена 1853. Заслужан је за естетско уређивање Београда, посебно паркова и дрвореда, као и исушивање баруштина. спровођење Гарашанинових планова.
Почетком 1859. године одлуком Светоандрејске скупштине протеран је из Србије. Прешао је у Нови Сад, где је опет радио као геометар. Деловао је тада и на зближавању са Мађарима. Сматрао је да могу да наступају заједнички против Беча. У Србију се вратио 1861. године, када је помилован.
Илија Гарашанин га је непосредно након Инцидента на Чукур чесми послао 17. јуна 1862. у Русију са циљем да купи 60.000 пушака и да их онда преко Румуније тајно допреми у Србију. Атанасије је успео да до јануара 1863. године добије 39.200 пушака и да их пошаље у Србију. Био је главни помоћник Илије Гарашанина, у спровођењу идеје кнеза Михаила о ослобађању Балкана од Турака, због чега је ишао на договоре са Бугарима и у Босну. Био је кнежева поверљива личност, члан тајног одбора за српску пропаганду.

## Књижевни рад
Настављајући рад Јоакима Вујића у време када су позоришне представе биле веома ретка појава, написао је више позоришних комада, као што су:
- Женидба цара Душана, у романтичарском стилу, у чијој представи изведеној новембра 1840, у част имендана кнеза Михаила је био глумац и режисер.[14]
- Краљевић Марко и Арапин, Београд (1841)
- Краљевић Марко и Вуча Ђенерал
- Зидање Раванице,
- Зидање Скадра на Бојани,
- Драгутин краљ српски.

Његови комади су се деценијама приказивали у српским позориштима, а најдуже Зидање Раванице, које је надживело аутора. Приликом писања је правио честе правописне грешке, али је касније то исправио радећи као помоћник Илије Гарашанина, који га је научио правилном српском језику.
Издао је две збирке народних приповедака (1842. и 1843), а годинама је сарађивао у разним дневним и периодичним листовима, као што су: Отаџбина, Србадија, Родољуб и Београдске новине.
Отишао је у пензију 1859. године и од тада посветио се искључиво књижевном раду. Савете за поучавање омладине је објавио у Причама мудрих људи (Београд 1882). У својој аутобиографији Биографија верно својом руком написана описао је преломна историјска и културна догађања средином 19. века.
Умро је 28. јула 1882, у Београду.

## Дела

### Уџбеници и приручници
- Алгебра : устроєна за употребленіє слишателя філософіє у Ліцеуму Княжества Сербіє / одъ Атанасія Ніколића, Профессора Маөематіке у истомъ Ліцеуму и Діпломатическогъ Землěмěра, Београд, 1839.
- Елементарна геометрія : устроєна за употребленіє слишателя філософіє у Ліцеуму Княжества Сербіє, Београд, 1841.
- Искусный землěдěлацъ чича Срећко и нěгови совěти србскимъ селяцыма у домоводству, землěдěлію, скотоводству, пчеловодству и свилодěлію. Св. 1, Београд, 1844.
- Искусный землěдěлацъ чича Срећко и нěгови совěти србскимъ селяцыма у домоводству, землěдěлію, скотоводству, пчеловодству и свилодěлію. Св. 2, Београд, 1844.
- Землěдěлско газдинство. Часть 1, Ратарство, Београд, 1853.
- Землěдěлско газдинство. Часть 2, Винодěлство, Београд, 1854.
- Землěдěлско газдинство. ЧастЬ 3, Воћарство и шумарство, Београд, 1857.
- Землěдěлско газдинство. Часть 4, Скотоводство, Београд, 1854.

### Позоришни комади
- Люба Миланова : една романтическа повěсть, Будим, 1830.
- Кралěвићъ Марко и Арапинъ : позориштна ига съ песмама у 3 дěйства, Београд, 1841.
- Драгутин краљ српски : жалосно позорје у пет дејства, Нови Сад, 1844.
- Зиданě Скадра на Бояни : жалостно позориє у три дěйства, Нови Сад, 1861.
- Кралěвићъ Марко и Вуча ђенералъ : позориштна игра у три дěйства, Нови Сад, 1861.
- Зидање Раванице

### Књиге, чланци, преводи
- Отето, проклето / (преведено сЪ НемецкогЪ). — У: Ружица / [Учредникъ Аөанасій Ніколићъ, Начертанія Учитель и Землěмěръ у Новом Саду]. — У Н. Саду : кодъ Конст. Каулицій, [1828]. — Стр. 46-56.
- Цариградь / изъ французскогъ Барона Теод ; Реноуардъ де Буссиерре на немачки преведено, а съ немачкогъ на србски превео А. Николићъ. — Доступно и на:  https://web.archive.org/web/20200601074107/http://digital.bms.rs/ebiblioteka/pageFlip/reader/index.php?type=numerated&id=1903&m=2&k=1#page/102/mode/2up. Архивирано из оригинала 01. 06. 2020. г. Приступљено 31. 05. 2019. Недостаје или је празан параметар |title= (помоћ). - Надређени ств. насл.: Производи краснословни, прости (купно забавни). — У: Сербскій лěтописъ. — ISSN C700-2165. — Год. 7, частица 1 (1831), стр. 96-106.
- Загонетка / Аө. Николићь, землěмěръ. — Доступно и на:  https://web.archive.org/web/20200601083454/http://digital.bms.rs/ebiblioteka/pageFlip/reader/index.php?type=numerated&id=3569&m=2&k=1#page/22/mode/2up. Архивирано из оригинала 01. 06. 2020. г. Приступљено 31. 05. 2019. Недостаје или је празан параметар |title= (помоћ). — У: Сербскій Народній Листъ. — ISSN Y700-3587. — Год. 4, число 2 (1839), стр. 16.
- Слуга и ГосподарЬ / (превед: сЬ Нěмач). — У: Ружица / [учредникъ Аөанасій Ніколичь]. — У Н. Саду : добити се може кодъ Константіна Каулицій, [1830]. — Стр. 46-49.
- Слушательи философіє у Лицеуму Княжества Сербіє : по успěху годишнěмъ изъ наука у классе доведени године 1840 / Аөанасій Николићъ, Константинъ Бранковићъ. — У Крагуєвцу : [Лицеј Књажества српског], 1840. — [1] пресавијен лист ; 45 cm. — „У Крагуєвцу 20. Юлія 1840.” --> на крају текста. — Печат: Sanitatis sigillum: НБС
- Подунавка / А. Н. [Атанасије Николић]. — Песма о вили Подунавки од Атанасија Николића (1803—1882), професора, књижевника и ректора Лицеја у Крагујевцу. — Објављено у листу „Подунавка” који је излазио недељно од 1843. до 1848. у Београду и доносио чланке и прилоге из језика и књижевности, као и разноврсне кратке вести. — Poem about the fairy Podunavka by Atanasije Nikolić (1803—1882), the profesor, writer and the recotor of the Lyceum in Kragujevac. — Published in the magazine „Podunavka”, which was printed weekly in Belgrade from 1843 to 1848 and included literature and language articles and contributions, as well as various short news. — У: Подунавка. — ISSN 2217-7639. — No. 20 (15 мая 1843.), стр. 85-86.
- Радость радостій / А. Н. — Način pristupa (URL): http://digital.bms.rs/ebiblioteka/pageFlip/reader/index.php?type=numerated&id=6105&m=2#page/15/mode/1up. - Претпоставља се да су иницијали Атанасија Николића — У: Подунавка. — ISSN 2217-7639. — Год. 1, бр. 3 (1843), стр. 9-10.
- Народне србске приповедке. — Доступно и на:  https://web.archive.org/web/20200601075525/http://digital.bms.rs/ebiblioteka/pageFlip/reader/index.php?type=numerated&id=4863&m=2&k=1#page/160/mode/2up. Архивирано из оригинала 01. 06. 2020. г. Приступљено 31. 05. 2019. Недостаје или је празан параметар |title= (помоћ). - Податак о А. Николићу преузет из текста. — У: Сербскій Народній Листъ. — ISSN Y700-3587. — Год. 9, число 20 (1844), стр. 157—159.
- Прилогъ къ србской нарěчницы / А. Николићъ. — Доступно и на: http://digital.bms.rs/ebiblioteka/pageFlip/reader/index.php?type=numerated&id=5375&m=2#page/38/mode/2up. — У: Гласникъ Дружтва србске словесности. — ISSN 1450-6300. — Год. 1, св. 1 (1847), стр. 17-21.
- Прилогъ къ србскимъ древностима / А. Николићъ. — Доступно и на: http://digital.bms.rs/ebiblioteka/pageFlip/reader/index.php?type=numerated&id=5375&m=2#page/206/mode/2up. - Надређени ств. насл.: Древности србске. — У: Гласникъ Дружтва србске словесности. — ISSN 1450-6300. — Год. 1, св. 1 (1847), стр. 184—186.
- Мати Србия / [Чича Срећко]. — [Београд : б. и., 1848]. — [3] стр. ; 22 cm. — Доступно и на: http://digital.bms.rs/pub.php?s=R19Sr-II-514. - Кириловић 1314. — Насл. над текстом. — Псеудоним аутора разрешен према наведеном извору. — Место и год. издавања дати према наведеном извору. — Без повеза, у заштитној фасцикли: Р19Ср II 514.1: БМСНС. — Печат: Архива Јоце Вујића у Сенти Бр.___. — Старе сигн.: 1073, 206 °F 609. — Купљено од Даринке Ленхарт рођене Вујић из Сенте 1951. године. Инвентарисано 20. новембра 1951.: Р19Ср II 514.1: БМСНС
- Славно Дружтво србске словесности / А. Николићъ. — Доступно и на: http://digital.bms.rs/ebiblioteka/pageFlip/reader/index.php?type=numerated&id=5377&m=2#page/44/mode/2up. — У: Гласникъ Дружтва србске словесности. — ISSN 1450-6300. — Год. 3, св. 3 (1851), стр. 30-40.
- Буквица среће и блаженства. Св. 1 / написао А. Николић. — У Београду : Н. Стефановић, 1870. — 93 стр. ; 17 cm
- Буквица среће и блаженства. Св. 2 / написао А. Николић. — У Београду : Н. Стефановић, 1870. — 109 стр. ; 17 cm
- Биографија верно својом руком написана / Атанасије Николић ; приредили Милоје Р. Сарић, Александар Ж. Петровић. — Београд : Српско друштво за историју науке : Савезни завод за интелектуалну својину, 2002 (Београд : МСТ Гајић). — 175 стр. : ауторова слика ; 24 cm. — (Библиотека Флогистон; књ. 3)

### Уредник
- Чича Срећков лист (Чича СрећковЪ листЪ за сербске землЪдЪлце, Чича Срећков лист за сербске земљоделце), Београд, 1847/1848.
- Сербскій славуй, часопис, Нови Сад, 1827—1836.
- Ружица : за годъ 1828—1836, . : Єже есть высокосный имěютъ [!] дней 366, календар, Нови Сад
- Народне србске приповедке. Прва свезка / скупіо ... Атанасіе Николићъ. — [Београд] : на светъ издао Атанасіе Николићъ, 1842 (У Бěограду : печатано у Типографіи Княжества Србскогъ). — [4],139, [12] стр. ; 22 cm
- Народне србске приповедке. Втора свезка / скупіо Атанасіє Николићъ. — [Београд] : на светъ издао Атанасіє Николићъ, 1843 (У Бěограду : печатано у Типографіи Княжества Србскогъ). — [2], 135, [15] стр. ; 20 cm
- Приче мудрих људи : за српску омладину / удесио Атанасије Николић. — Београд : Петар Ћурчић, 1882 (Београд : штампарија код „Св. Саве”). — 143 стр. ; 16 cm
- Српске народне приповетке / скупио Атанасије Николић. — Београд : Савић и компанија, 1899 (Београд : Савић и комп.). — 239 стр. ; 20 cm

## Галерија
- Алгебра